# Павловское (Липецкая область)
Па́вловское — село в Лебедянском районе Липецкой области. Входит в состав Куйманского сельсовета. 
Селение на этом месте существовало ещё до XVII века. Потом его забросили. В документах 1627—1628 годов отмечается пустошь Па́вловская.
Позднее, в 1678 году, тут уже было село Павловское с церковью .
Название произошло от Павловского леса и реки Павловки (Павелки), которые также упоминались в 1628 году. Они в свою очередь патронимичны — от фамилии Павлов или от имени Павел.

## Население
| 2010 |
| ---- |
| 119  |

## Известные уроженцы
- Аксёнов, Пётр Николаевич — Первый заместитель руководителя Департамента строительства города Москвы, ранее префект Юго-Западного административного округа Москвы.